# Viktor Stříbrný
Viktor Stříbrný (30. listopadu 1943 Praha — 24. ledna 2012 Kladno) byl kladenský umělecký kovář, malíř a tvůrce mnoha kovových plastik. Byl jedním ze šestice zakladatelů výtvarné skupiny Atelier 74 (V. Černý, V. Frolík, J. Hejcmanová – Gratzová, A. Tichá, J. Vejvoda, J. Hanke a J. Hankeová), patřil také k zakladatelům Volného sdružení kladenských výtvarníků a výstavy pod širým nebem Kladenské dvorky v Podprůhonu, kde měl také dům s dvorkem v ulici Kolmistrova. V Podprůhonu je po něm pojmenováno Náměstíčko Viktora Stříbrného, kde je také kopie jeho Ocelového slunce.

## Plastiky
- Ocelové slunce; kopie od uměleckého kováře Karla Ujky byla u příležitosti 33. Kladenských dvorků v roce 2015 instalována na Náměstíčku Viktora Stříbrného; jedna z plastik se nachází v soukromé zahradě[2][3]
- Vesmír II; skulptura s kosmologickou a kosmogonickou tematikou (lidově Ocelový pomeranč) v Huťské ulici v Kladně
- Člověk a vesmír; plastika v Anglické ulici v Kladně
- návrh vstupní brány do areálu hutí Poldi
- další díla v Olomouci, Krkonoších, v Ohrdrufském skanzenu v Německu a maďarském Miskolci

## Výstavy
autorské výstavy
- Děčín 1978
- Galerie 55 Kladno 1988: Návrhy-realizace
- Kladno 1978, 2000, 2003
- Ikaros Galerie Antik ve Slaném[4]
- Hornický skanzen Mayrau 2017

společné výstavy
- Kladenské dvorky od roku 1982
- Galerie 55 Kladno 1986 (Frolík, Stříbrný, Tomík): Tři
- Kladenský salon 2004, 2006, 2008

## Galerie

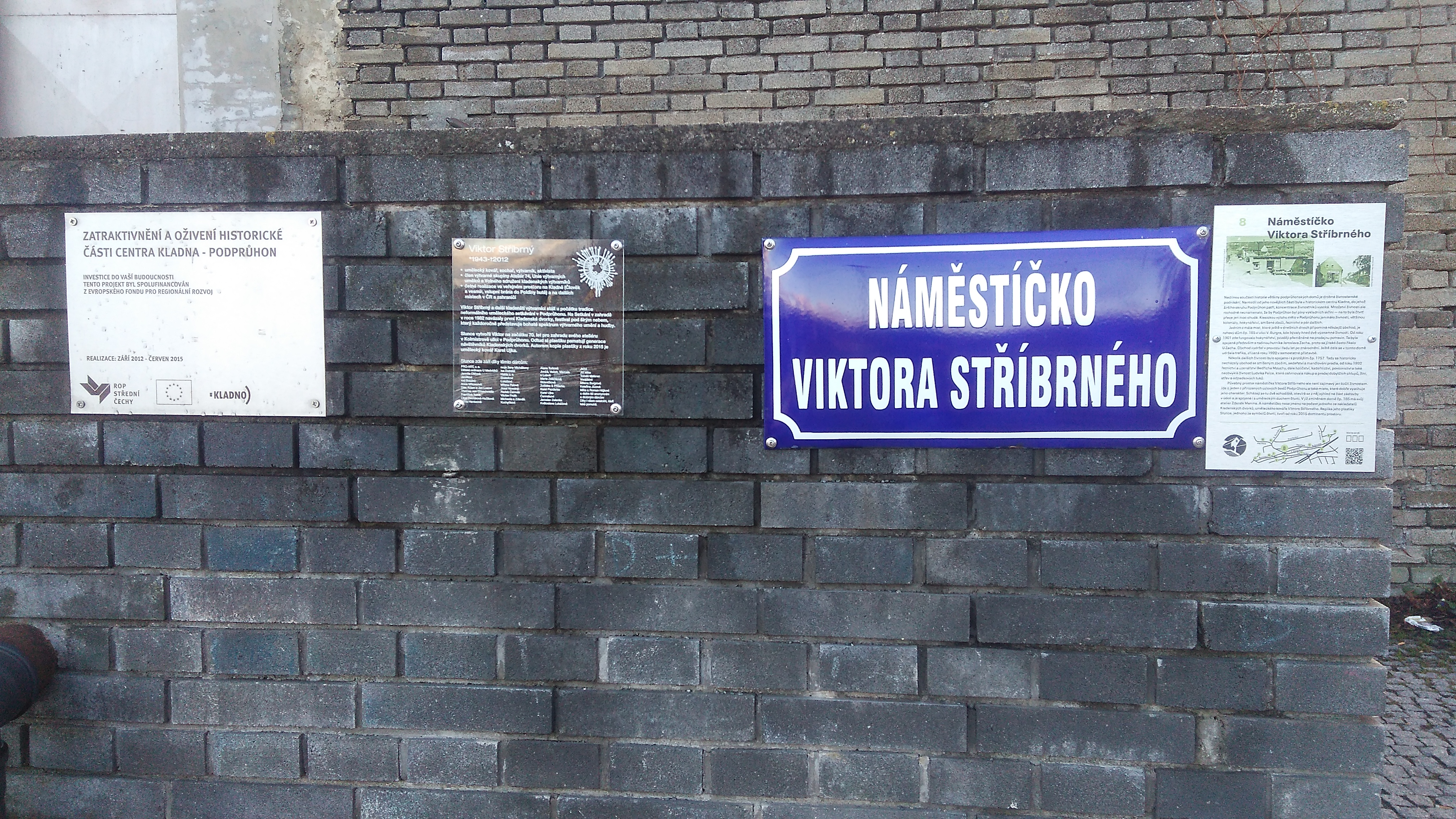
Náměstíčko Viktora Stříbrného v Podprůhonu
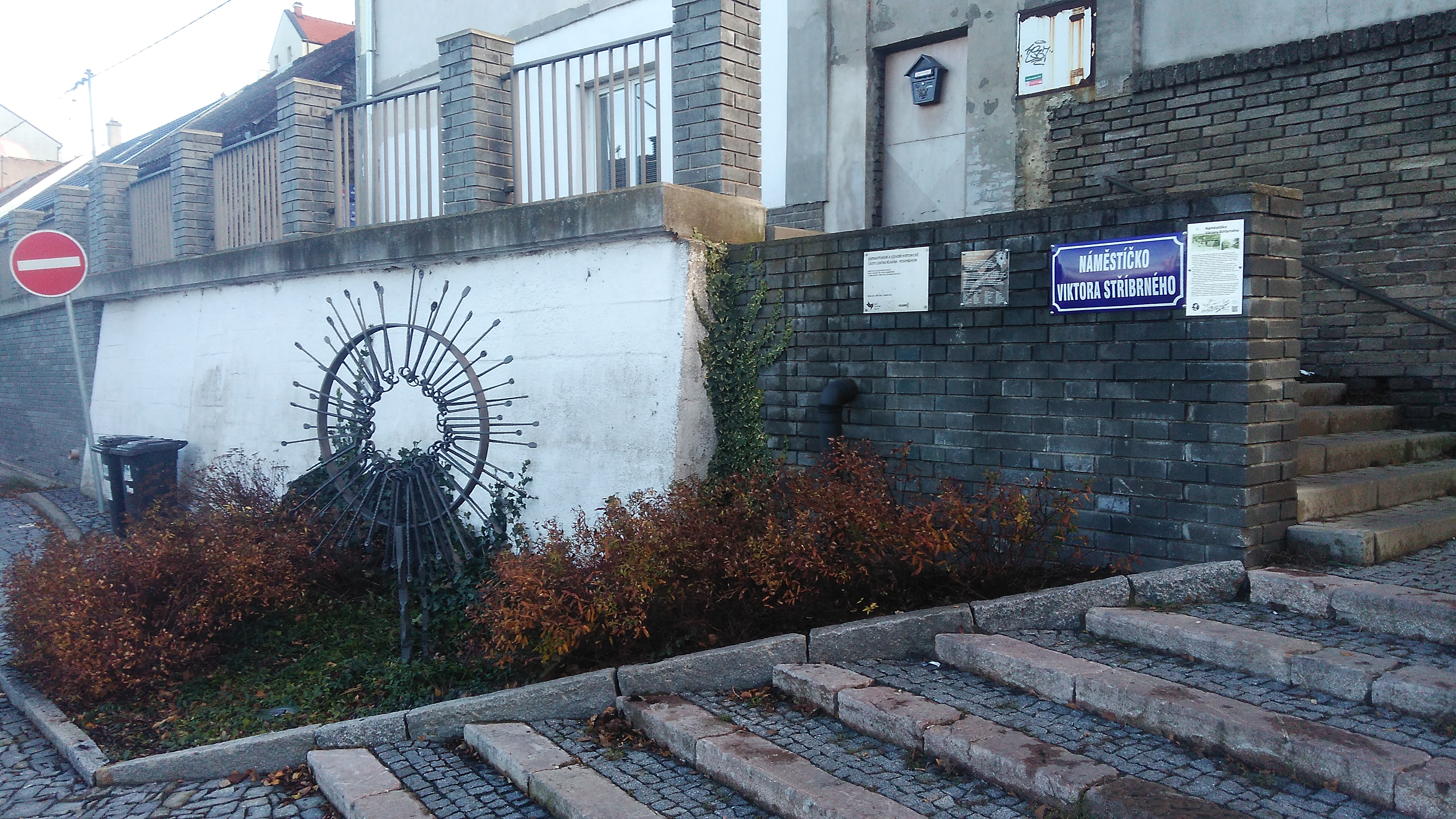
Náměstíčko Viktora Stříbrného v Podprůhonu
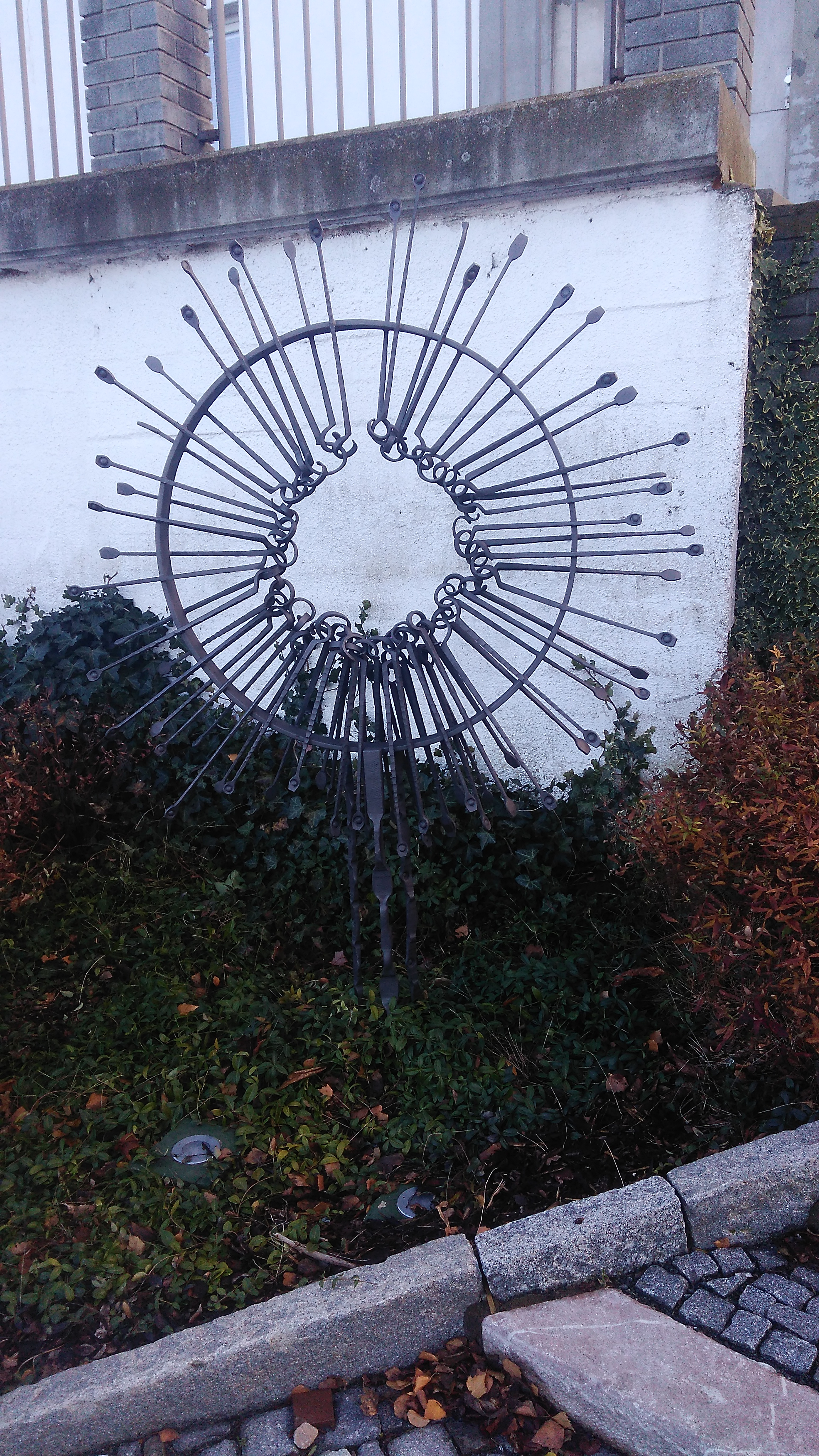
Replika Stříbrného plastiky Slunce v Podprůhonu od Karla Ujky
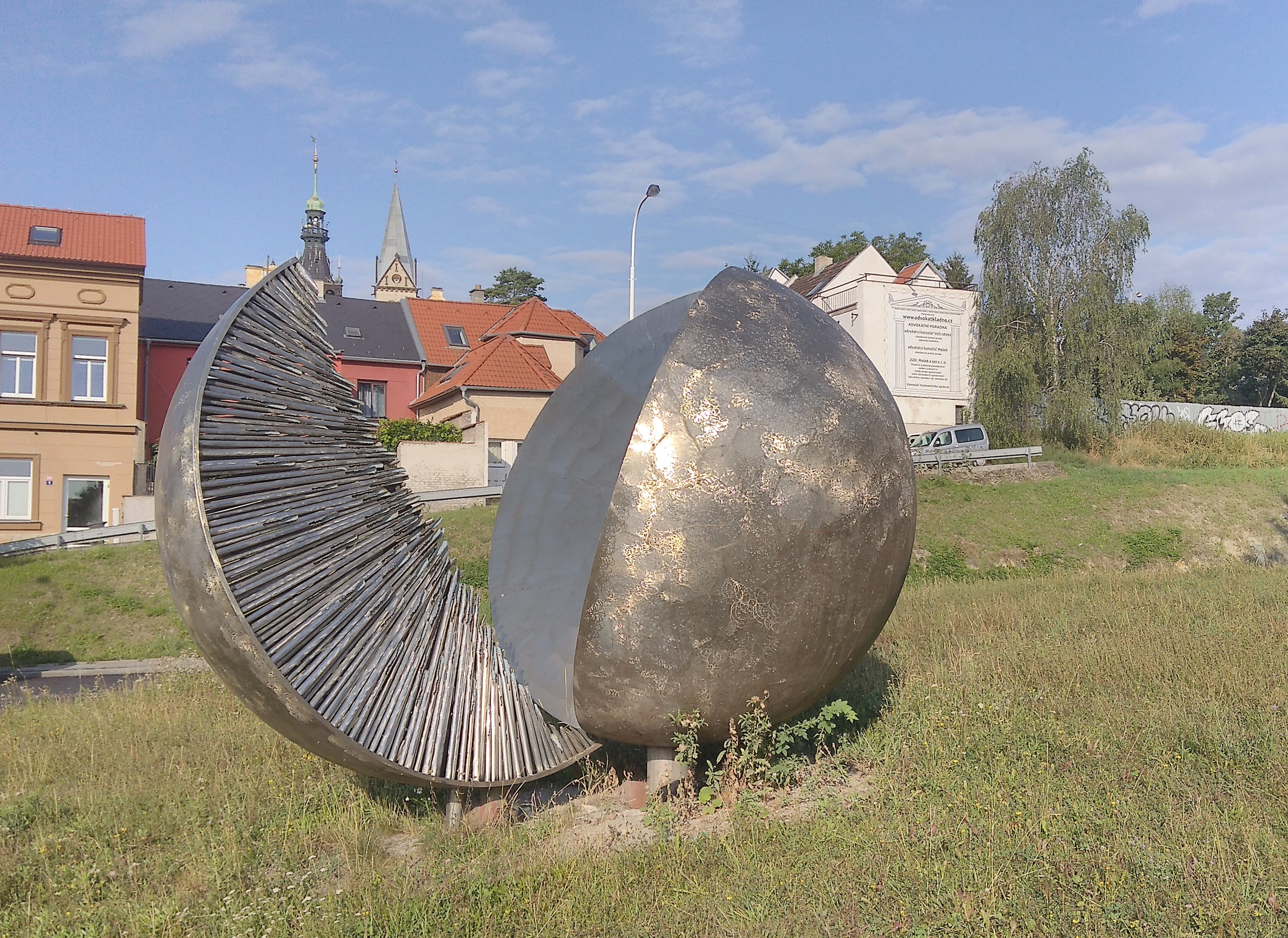
Antikorová plastika Vesmír II v Kladně připomíná pomeranč
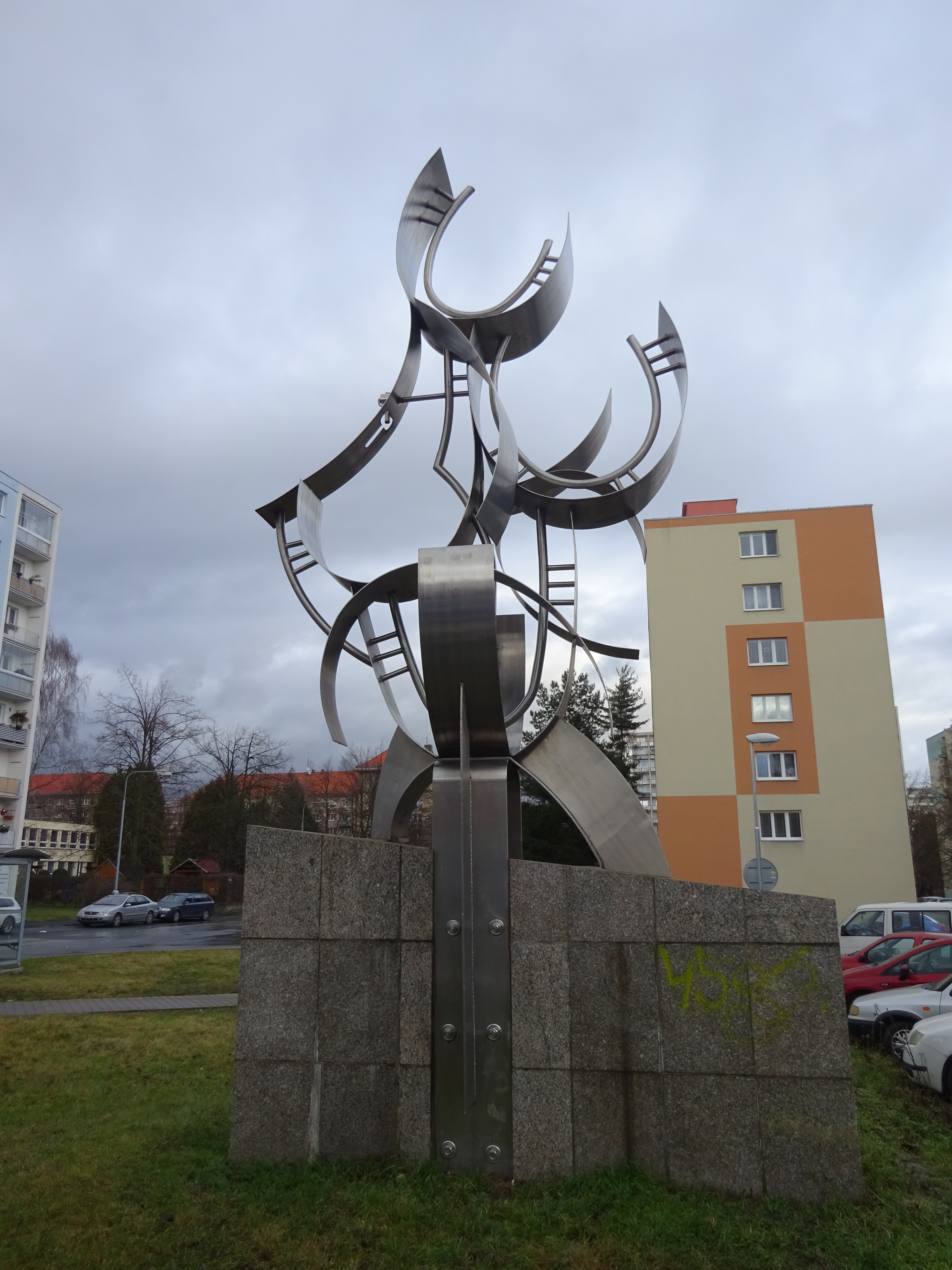
Člověk a vesmír v Kladně v Anglické ulici
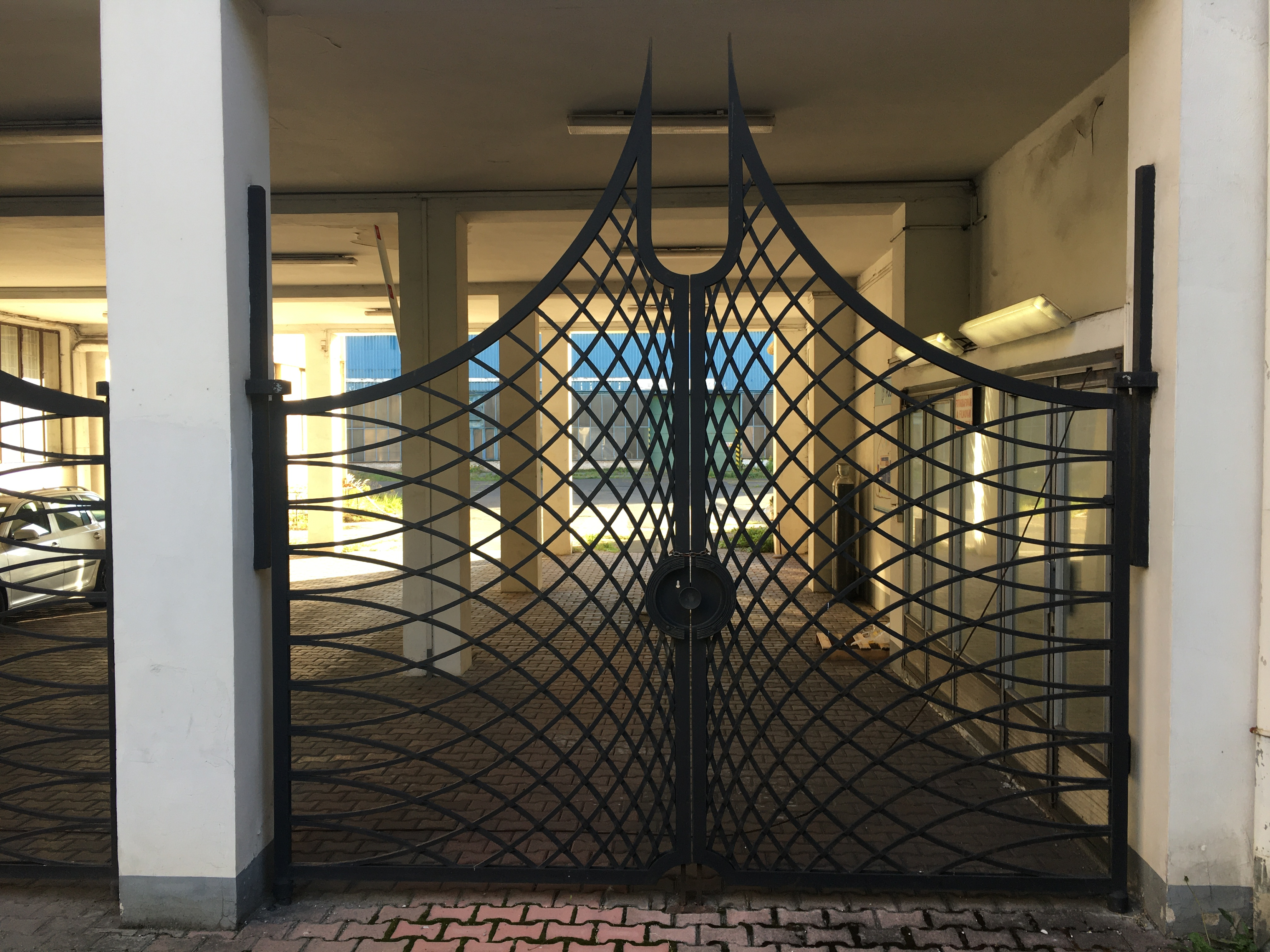
Brána Hutí Poldi v Průmyslové ulici